# Joaquim Maideu i Puig
Joaquim Maideu i Puig (Ripoll, 20 de desembre de 1938 - Vic, 29 de novembre de 1996) va ser un pedagog i compositor català.

## Biografia
Fou director de l'Escola de Música de Vic, professor a l'Escola de Mestres dels Estudis Universitaris de Vic, on aportà una visió de clara renovació pedagògica musical, apostant pel valor que representa la presència de la música a les escoles i amb una didàctica centrada en l'infant i les seves possibilitats musicals. Membre fundador de l'Escola de Pedagogia Musical (Mètode Ireneu Segarra), que va contribuir àmpliament a difondre una mirada vivencial i participativa de l'educació musical. Autor dels llibres Música, societat i educació. i Crestomatia de Cançons, entre d'altres, també va ser autor de diverses obres corals. Des del 1998 l'Escola de Música de Vic, de la qual fou director, convoca el Concurs de Composició Joaquim Maideu de Música de Cambra.
L'any 2009 l'ajuntament de Vic va decidir posar el seu nom a una de les sales del nou complex cultural L'Atlàntida.